# Bjarni Ólafur Eiríksson
Bjarni Ólafur Eiríksson (28 marzo 1982) è un ex calciatore islandese, di ruolo difensore.

## Carriera

### Club
Ha firmato con i norvegesi dello stabæk dopo una settimana di prova. In precedenza ha giocato in due riprese nel Valur, società islandese, e nei danesi del Silkeborg.

### Nazionale
Conta 2 presenze con la nazionale Under 21 islandese e 21 con quella maggiore.

## Palmarès

### Competizioni nazionali
- Coppa d'Islanda: 2

Valur: 2015, 2016
- Supercoppa d'Islanda: 2

Valur: 2016, 2017
- Campionato islandese: 1

Valur: 2017